# Gerrit Faulhaber
Gerrit Henri Victor Lodewijk Faulhaber (22 de setembro de 1912 - 1951) foi um futebolista indonésio. 

## Carreira
Gerrit Faulhaber fez parte do elenco da histórica Seleção das Índias Orientais Holandesas que disputou a Copa do Mundo de 1938.